# 散花飞弹螺
散花飞弹螺（学名：Terebellum terebellum f. delicatum），是中腹足目凤凰螺科飞弹螺属的一种。主要分布于中国大陆、台湾，常栖息在浅海沙质底、潮下带。